# Banyu Ajuh
Banyu Ajuh is een bestuurslaag in het regentschap Bangkalan van de provincie Oost-Java, Indonesië. Banyu Ajuh telt 13.730 inwoners (volkstelling 2010).